# Jacqueline Hummel
Jacqueline Hummel (* 9. Januar 1992 in Leipzig) ist eine ehemalige deutsche Handballspielerin. Die Ausgebildete Physiotherapeutin spielte auf der Position Rückraum Links.

## Karriere

### Verein
Jacqueline Hummel begann das Handballspielen bei dem SV Motor Nord Leipzig. 2004 wechselte sie als C-Jugend Spielerin zum HC Leipzig. Sie wurde als A-Jugendspielerin Sachsenmeister und Deutscher Meister zusammen mit ihrer Schwester Stefanie. Ab der Saison 2010/11 hatte sie ein Zweitspielrecht für den SV Union Halle-Neustadt der bis zum 31. Juni 2013 lief. Daraufhin hatte sie einen Vertrag beim SV Union Halle-Neustadt der bis zum 30. Juni 2017 war. In ihrer Zeit in Halle wurde sie in der Saison 2014/15 Torschützenkönigin der 2. Handball-Bundesliga der Frauen mit 213 Toren, wovon 146 aus dem Feld waren. Anschließend schloss sie sich dem Bundesligisten HC Rödertal an. Nach dem Abstieg aus der ersten Liga mit dem HC Rödertal, kehrte sie zum HC Leipzig zurück. Dieser spielte nach der Insolvenz der GmbH in der Dritten Liga. 2019 stieg sie mit dem HCL in die 2. Bundesliga auf. Nach der Saison 2021/22 beendete sie ihre Karriere.

### Nationalmannschaft
Sie spielte für die Deutsche-Juniorinnen Nationalmannschaft und nahm 2011 an der Juniorinnen-EM in den Niederlanden teil. 

## Bilanz
| Saison  | Verein                  | Liga                   | Spiele          | Tore            | Feldtore        | 7 m             | 7 m Quote       |                 |                 |                 |
| ------- | ----------------------- | ---------------------- | --------------- | --------------- | --------------- | --------------- | --------------- | --------------- | --------------- | --------------- |
| 2011/12 | SV Union Halle-Neustadt | 2. Handball-Bundesliga | Keine Statistik | Keine Statistik | Keine Statistik | Keine Statistik | Keine Statistik | Keine Statistik | Keine Statistik | Keine Statistik |
| 2012/13 | SV Union Halle-Neustadt | 2. Handball-Bundesliga | 28              | 106             | 106             | -               | -               | 7               | 10              | -               |
| 2013/14 | SV Union Halle-Neustadt | 2. Handball-Bundesliga | 27              | 146             | 145             | 1/3             | 33,34 %         | 14              | 14              | -               |
| 2014/15 | SV Union Halle-Neustadt | 2. Handball-Bundesliga | 25              | 213             | 146             | 67/88           | 76,14 %         | 14              | 18              | -               |
| 2015/16 | SV Union Halle-Neustadt | 2. Handball-Bundesliga | 30              | 119             | 119             | -               | -               | 2               | 9               | -               |
| 2016/17 | SV Union Halle-Neustadt | 2. Handball-Bundesliga | 25              | 58              | 50              | 8/12            | 66,67 %         | 3               | -               | -               |
| 2017/18 | HC Rödertal             | 1. Handball-Bundesliga | 27              | 37              | 37              | -               | -               | 8               | 3               | -               |
| 2018/19 | HC Leipzig              | 3. Liga                | -               | -               | -               | -               | -               | -               | -               | -               |
| Gesamt  | Gesamt                  | Gesamt                 | 162             | 679             | 603             | 76/101          | 75,25 %         | 48              | 54              | 0               |

## Erfolge
- Torschützenkönigin der Saison 14/15 der 2. Handball-Bundesliga